# Список водохранилищ Башкортостана
Список водохранилищ Башкортостана включает перечень существующих искусственных водоёмов на 01.01.1989 в Башкирии.
- V обозначает объём искусственного водоёма при ЕПУ
- S обозначает площадь зеркала НПУ
- быв. — бывший
- им. — имени
- к-з — колхоз
- ОПХ — Опытно-производственное хозяйство
- р. — река
- руч. — ручей
- с-з — совхоз
- УЧХОЗ — учебное хозяйство

## Абзелиловский район
- (быв.) к-з «Заветы Ильича», с. Гусевка, р. Тырки, V — 2331 тыс. м³, S — 1,1м², пропускная способностью сооружений 20 м³/сек.
- оз. Чебаркуль на реке Янгелька у дер. Давлетово, V — 35,0 млн м³ с максимальной пропускной способностью водосбросного сооружения 60 м³/сек[2].

## Альшеевский район
- (быв.) к-з Тельмана, р.Трунтаиш, V — 510 тыс. м³, S — 0,21 км²
- (быв.) к-з «Союз», р. Ташлы, V — 605 тыс. м³, S — 0,30 км²
- (быв.) к-з «50 лет БАССР», р. Мокрый Кызыл, V — 450 тыс. м³, S — 0,17 км²
- (быв.) с-з «Новораевский», р. Акберда, V — 122 тыс. м³, S — 0,09 км²
- (быв.) с-з «Ново-Раевский», р. Курсак, V — 3460 тыс. м³, S — 2,0 км²
- (быв.) к-з им. Ленина, р.Аврюз, V — 700 тыс. м³, S — 0,13 км²
- (быв.) к-з им. 50 лет БАССР, р. Мокрый Кызыл, V — 1500 тыс. м³, S — 0,75 км²
- (быв.) к-з им. Кирова, р. Так-Елга, V — 900 тыс. м³, S — 0,47 км²
- (быв.) к-з им. 50 лет БАССР, р. Кызыл, V — 400 тыс. м³, S — 0,28 км²
- (быв.) с-з завод «Раевский», руч., V — 100 тыс. м³, S — 0,06 км²
- (быв.) к-з «Союз», р. Сарган, V — 450 тыс. м³, S — 0,26 км²

## Архангельский район
- (быв.) к-з им. 50 лет БАССР, с. Архангельское, р. Аскин, V — 1000 тыс. м³, S — 0,55 км²

## Аургазинский район
- (быв.) к-з «Родина», д. Тряпино, р. Куз-Ялга, V — 820 тыс. м³, S — 0,21 км²
- д. Толмачевка, р. Эрен, V — 350 тыс. м³, S — 0 0,11 км²
- (быв.) к-з им. Ильича, д. Новоитенеево, руч., V — 930 тыс. м³, S — 0 0,19 км²
- д. Кузбашево, руч., V — 150 тыс. м³, S — 0,04 км²
- (быв.) к-з им. К.Маркса, руч. Аеры, V — 600 тыс. м³, S — 0,12 км²
- д. Балыклыкуль (быв. Балыклы-Куль), руч., V — 450 тыс. м³, S — 0,14 км²
- (быв.) к-з «Октябрь», д. Кшанны (Кшанле), руч., V — 750 тыс. м³, S — 0,15 км²
- (быв.) к-з «Правда», д. Юламаново, р. Чиганлы, V — 1280 тыс. м³, S — 0,20 км²
- (быв.) к-з им. Ибрагимова, д. Султанмуратово, овраг Абускиль, V — 400 тыс. м³, S — 0,08 км²
- (быв.) к-з «Заря», д. Шланлы, руч., V — 500 тыс. м³, S — 0,08 км²
- (быв.) к-з им. Ворошилова, д. Семенкино, р. Овсеевка, V — 800 тыс. м³, S — 0,18 км²
- (быв.) к-з им. Мичурина, д. Месели, р. Веръялка, V — 1300 тыс. м³, S — 0,32 км²
- (быв.) к-з им. Пушкина, д. Наумкино, руч., V — 350 тыс. м³, S — 0,06 км²
- (быв.) к-з «Башкирия», д. Новофёдоровка, руч., V — 500 тыс. м³, S — 0,18 км²
- (быв.) к-з «Знамя», д. Исмагилово, р. Убуркуль, V — 350 тыс. м³, S — 0,13 км²
- там же, V — 350 тыс. м³, S — 0,12 км²
- там же, V — 385 тыс. м³, S — 0,13 км²
- (быв.) к-з «Узянь», д. Кузяново, р. Сарыелга, V — 650 тыс. м³, S — 0,20 км²
- с. Ишлы, р. Ишлинка, V — 830 тыс. м³, S — 0,26 км²
- (быв.) к-з «Путь Ленина», д. Тукаево, р. Саркат, V — 950 тыс. м³, S — 0,25 км²
- д. Андреевка, руч., V — 350 тыс. м³, S — 0 0,06 км²

## Баймакский район
- (быв.) с-з «Ирендыкский», р. Худолаз, V — 7240 тыс. м³, S — 3,4 км²
- (быв.) к-з «Сакмар», д. Юлук, р. Магач, V — 1980 тыс. м³, S — 0,32 км²
- (быв.) к-з «Рассвет», д. Бекешово, р. Кара-Узяк, V — 650 тыс. м³, S — 0,15 км²
- ОПХ с. Куянтаево (быв. п. Куян-Тау), р. Аселе, V — 2310 тыс. м³, S — 1,1 км²

## Бакалинский район
- (быв.) к-з «Красная Звезда», р. Ушача, V — 3524 тыс. м³, S — 1,36 км²
- (быв.) к-з «Новая жизнь», р. Сухая, V — 945 тыс. м³, S — 0,27 км²
- (быв.) к-з «Совет», д. Ахманово, р. Идяшка, V — 820 тыс. м³, S — 0,43 км²
- (быв.) с-з «Новоматинский», с. Старокатаево, р. Ходъяр, V — 1965 тыс. м³, S — 0,60 км²
- (быв.) к-з «Россия», д. Дияшево, р. Кусембедь, V — 1057 тыс. м³, S — 0,26 км²
- (быв.) к-з «Новый Мир», д. Бузюрово, р. Идяшка, V — 1080 тыс. м³, S — 0,22 км²
- (быв.) с-з «Бакалинский», р. Мата, V — 3550 тыс. м³, S — 1,13 км²
- с-з «Новая Жизнь» Умирово, руч.,V — 267 тыс. м³, S — 0,09 км²

## Белебеевский район
- (быв.) к-з XXI партсъезда, д. Ермолкино, р. Стоивенья, V — 130 тыс. м³, S — 0,07 км²
- (быв.) к-з «Россия», д. Анновка, р. Красная, V — 548 тыс. м³, S — 0,09 км²
- (быв.) к-з «Авангард», д. Акбасар, р. Акбасар, V — 350 тыс. м³, S — 0,08 км²
- з-д «Автонормаль», г. Белебей, р. Усень, V — 2000 тыс. м³, S — 0,40 км²

## Белокатайский район
- (быв.) к-з «Урал», д. Емаши, р. Усть-Маш, V — 1800 тыс. м³, S — 0,50 км²

## Белорецкий район
- Металлургический комбинат, г. Белорецк, р. Белая, V — 8500 тыс. м³, S — 1,5 км²
- (быв.) к-з «Победа», д. Верхний Авзян, р. Большой Авзян, V — 2400 тыс. м³, S — 0,6 км²
- (быв.) к-з «Тирлян» п. Тирлянский, р. Тирлян, V — 5000 тыс. м³, S — 1,25 км²
- Подсобное хозяйство, с. Буганак, р. Буганак, V — 480 тыс. м³, S — 0,16 км²
- Верхний Авзян, р. Авзян, V — 2400 тыс. м³, S — 0,6 км²

## Бижбулякский район
- (быв.) к-з «Заветы Ильича», д. Нижний Седяк, р. Каменка, V — 2064 тыс. м³, S — 0,61 км²

## Бирский район
- ОПХ, д. Старобурново, р. Ямурзинка V — 434 тыс. м³, S — 0,25 км²
- ОПХ, р. Бирь, V —761 тыс. м³, S —0,22 км²
- «Ленинский Октябрь», д. Осиновка, р. Бирь, V — 440 тыс. м³, S — 0,1 км²

## Благоварский район
- (быв.) с-з им. Баш. ЦИКа, с. Второпокровка, р. Дуван, V — 830 тыс. м³, S — 0,23 км²
- (быв.) к-з им. XXII партсъезда, д. Кашкалаши, р. Узабаш, V — 830 тыс. м³, S — 0,26 км²
- (быв.) к-з «Правда», с. Агарды, р. Агардинка, V — 909 тыс. м³, S — 0,31 км²
- (быв.) к-з «Мир», с. Языково, р. Кармасан, V — 339 тыс. м³, S — 0,30 км²
- (быв.) к-з «Октябрь», д. Староабзаново, р. Инеш, V — 1795 тыс. м³, S — 0,40 км²

## Благовещенский район
- (быв.) к-з им. Жданова, г. Благовещенск, р. Потеха, V — 720 тыс. м³, S — 0,41 км²
- (быв.) с-з «Изякский», д. Верхний Изяк, р. Ашкашдинка, V — 1360 тыс. м³, S — 0,52 км²
- (быв.) к-з «Кызыл Байрак», д. Биштиново, р. Большой Кургаш, V — 1030 тыс. м³, S — 0,43 км²

## Буздякский район
- (быв.) к-з «Сигнал», д. Севадыбашево (быв. Севадыбаш), р. Севады, V — 964 тыс. м³, S — 0,15 км²
- (быв.) к-з «Урзай», д. Киязибаш (быв. Киязы-Баш), р. Киязы, V — 600 тыс. м³, S — 0,17 км²
- (быв.) к-з «Кидаш», д. Большая Устюба, р. Кидаш, V — 1060 тыс. м³, S — 0,29 км²
- (быв.) к-з им. Ленина, д. Шланлыкулево, р. Большой Кидаш, V — 1000 тыс. м³, S — 0,33 км²
- (быв.) с-з «Уртакульский», с. Киска-Елга, овраг (без названия), S -,5 0,05 км²
- (быв.) с-з «Буздякский», д. Михайловка, р. Кискаелга, V — 800 тыс. м³, S — 0,30 км²
- (быв.) к-з «Урняк», д. Сабаево, руч. Шигай (Идяш), V — 992 тыс. м³, S — 0,30 км²
- (быв.) к-з «Коммуна», с. Каран, р. Каран, V — 228 тыс. м³, S — 0,05 км²
- (быв.) к-з «Коммуна», с. Каран, р. Каран, V — 177 тыс. м³, S — 0,05 км²
- (быв.) с-з «Уртакульский», с. Киска-Елга, р. Кискаелга, V — 153 тыс. м³, S — 0,05 км²
- (быв.) к-з «Кызыл-Байрак», с. Кара-Зирек, р. Сыгын-Язы, V — 461 тыс. м³, S — 0,18 км²
- (быв.) к-з «Алга», д. Старотавларово, р. Идяш, S — 0,26 км²
- (быв.) к-з им. Ленина, д. Старые Богады, р. Малый Кидаш, V — 1992 тыс. м³, S — 0,64 км²
- там же, V — 1710 тыс. м³, S — 0,67 км²
- (быв.) к-з им. Фрунзе, д. Алтыр-Кулбаш, р. Идяш, V — 1860 тыс. м³, S — 0,75 км²
- (быв.) к-з «Алга», д. Старый Карбаш, р. Карамала, V — 673 тыс. м³, S — 0,12 км²
- Чермасанская оросительная система, д. Канлы-Туркеево, р. Чермасан, V — 4150 тыс. м³, S — 2,25 км²
- (быв.) к-з «Коммуна», д. Староактау, р. Рюш, V — 00 тыс. м³, S — 0,32 км²
- (быв.) к-з «Кидаш», д. Копей-Кубово, р. Кидаш, V — 585 тыс. м³, S — 0,12 км²
- (быв.) к-з им. Ленина, д. Арсланово, руч., V — 750 тыс. м³, S — 0,70 км²
- (быв.) к-з «Урзай», д. Кызыл-Елга, р. Киязы, V — 250 тыс. м³, S — 0,05 км²
- (быв.) к-з «Мир», с. Ахун (быв. д. Староахуново), р. Зириклы-Каран, V — 530 тыс. м³, S — 0,26 км²
- (быв.) к-з «Урняк», д. Тугаево, р. Тугай, V — 280 тыс. м³, S — 0,03 км²
- (быв.) к-з «Урняк», д. Сабанаево (Сабанай), р. Идяш, S — 0,30 км²

## Бураевский район
- (быв.) к-з им. Магдана, с. Бураево, р. Сару, S — 0,14 км²
- (быв.) к-з им. Салавата, д. Муллино, р. Сюльзи, V — 300 тыс. м³, S — 0,15 км²
- (быв.) к-з им. Ленина, р. Сибирган, V — 300 тыс. м³, S — 0,15 км²
- (быв.) к-з им. Кирова, р. Картыкай, V — 530 тыс. м³, S — 0,17 км²

## Давлекановский район
- (быв.) к-з им. Кирова, д. Бик-Кармалы, р. Сазлы-Куль, V — 1340 тыс. м³, S — 0,35 км²
- там же, V — 230 тыс. м³, S — 0,09 км²
- (быв.) с-з «Давлекановский», Ленинское отделение, р. Юлкаль, V — 540 тыс. м³, S — 0,19 км²
- (быв.) к-з им. Ленина, д. Шарипово, р. Карамалы, V — 1002 тыс. м³, S — 0,27 км²
- (быв.) с-з «Давлекановский», Политотдел, руч. Ермакей, V — 203 тыс. м³, S — 0,10 км²
- (быв.) к-з «Коммунар», д. Дундук, р. Дундук, V — 516 тыс. м³, S — 0,12 км²
- (быв.) к-з «Коммунар», д. Мурсаево, р. Юрма, V — 1150 тыс. м³, S — 0,50 км²
- (быв.) к-з «Урал», д. Ивангород, р. Удряк, V — 1051 тыс. м³, S — 0,31 км²
- (быв.) к-з «Урал», д. Шестаево, р. Юркани, V — 430 тыс. м³, S — 0,16 км²
- (быв.) к-з им. Гафури, р. Чуюнчи, V — 730 тыс. м³, S — 0,21 км²
- (быв.) к-з «Уршак», д. Кандылка, р. Чугарыш, V — 800 тыс. м³, S — 0,31 км²
- (быв.) к-з «Коммунар», д. Сергиополь, р. Каранбаш, V — 780 тыс. м³, S — 0,17 км²
- (быв.) к-з им. Калинина, д. Муравеевка, р. Юрма, V — 1150 тыс. м³, S — 0,48 км²

## Дуванский район
- (быв.) к-з им. Кирова, д. Тастуба, р. Карлоя, V — 90 тыс. м³, S — 0,06 км²
- (быв.) к-з «Искра», д. Рухтино, р. Инзяк, V — 200 тыс. м³, S — 0,08 км²

## Дюртюлинский район
- (быв.) к-з «Рассвет», д. Кангиш, р. Кандарыш, V — 108 тыс. м³, S — 0,03 км²
- (быв.) к-з «Чишма», д. Сикале, руч., V — 150 тыс. м³, S —0,03 км²
- д. Сикале, руч., V — 140 тыс. м³, S —0,02 км²
- (быв.) к-з им. 50 лет БАССР, д. Алькашево, р. Сарьяз, V — 180 тыс. м³, S — 0,06 км²
- д. Исмайлово, р. Сухояз, V — 187 тыс. м³, S — 0,10 км²
- д. Исмайлово, руч., S — 0 0,08 км²
- (быв.) к-з им. К. Маркса, д. Юкали, руч., S — 0 0,08 км²
- д. Старосултанбеково, руч., S — 0 0,11 км²
- д. Такарлиново, за фермой, V — 400 тыс. м³, S — 0,67 км²
- д. Гублюкучук, руч., S — 0 0,25 км²
- д. Такарликово, р. Средино, V — 714 тыс. м³, S — 0,18 км²
- (быв.) к-з «Маяк», д. Таймурза, р. Сикале, V — 750 тыс. м³, S — 0,08 км²
- д. Султанбеково, р. Зиклияз, V — 300 тыс. м³, S — 0,03 км²
- д. Нижнеаташево, р. Куваш, V — 130 тыс. м³, S — 0,11 км²
- (быв.) к-з «Асян», д. Нижнекаргино, руч., S — 8 0,40 км²
- д. Нижнекаргино, руч., S — 4 0,08 км²
- д. Асяново, р. Муллакуль, V — 110 тыс. м³, S — 0,12 км²
- д. Асяново, руч., S — 0 0,05 км²
- (быв.) к-з «Уныш», д. Каралачуково, S — 0,05 км²
- д. Манчарово, V — 00 тыс. м³, S — 0,27 км²
- д. Каралачуково, S — 0,02 км²
- (быв.) к-з им. Ленина, д. Суккулово, р. Кара-Елга, V — 700 тыс. м³, S — 0,21 км²
- д. Уткинеево, р. Кызыл-Елга, V — 768 тыс. м³, S — 0,21 км²
- д. Юкали, руч., S — 0 0,27 км²
- (быв.) к-з им. Кирова, руч., S — 5 0,06 км²
- (быв.) к-з им. Ильича, руч., S — 0 0,03 км²
- д. Урманасты, р. Евбаза, V — 275 тыс. м³, S — 0,07 км²
- д. Ивачево, р. Сарьяз, V — 295 тыс. м³, S — 0,12 км²
- (быв.) к-з им. Калинина, д. Имай- Утарово, руч.,S — 0 0,04 км²
- д. Москово, руч., S — объём 20 тыс. м³, S — 0,60 км²
- (быв.) к-з «Россия», д. Ст. Уртаево, р. Улькаш, V — 700 тыс. м³, S — 0,24 км²
- (быв.) к-з «Победа», д. Каишево, руч., S — 0 0,10 км²
- д. Янтузово, руч., S — 0 0,02м²
- (быв.) к-з «Восток», д. Ярмино, руч., S — 0 0,05 км²
- д. Миништы, руч., S — 0 0,02 км²

## Ермекеевский район
- (быв.) к-з «Байрак», д. Усман-Таш, р. Кидаш, V — 400 тыс. м³, S — 0,08 км²

## Иглинский район
- (быв.) к-з им. Свердлова, д. Восток, руч. Пыхановский, V — 615 тыс. м³, S — 0,25 км²

## Илишевский район
- (быв.) к-з «Октябрь», д. Исанбаево, р. Миниште, V — 2540 тыс. м³, S — 0,72 км²
- (быв.) к-з «Октябрь», д. Исанбаево, р. Миниште, V — 2500 тыс. м³, S — 0,61 км²
- (быв.) к-з им. Гафури, д. К. Байрак, р. Сарьяз, V — 98 тыс. м³, S — 0,1 км²
- (быв.) к-з им. Гафури, д. Ишкарово, р. Саръяз, V — 285 тыс. м³, S — 0,14 км²
- (быв.) к-з им. Гафури, д. Ишкарово, р. Саръяз, V — 440 тыс. м³, S — 0,15 км²
- (быв.) к-з «Сигнал», д. Заилово, р. Сюнь, V — 1575 тыс. м³, S — 0,40 км²
- (быв.) к-з «Сигнал», д. Турачи, р. Аушта, V — 1400 тыс. м³, S — 0,36 км²
- (быв.) к-з им. Салавата Юлаева, д.Сюльтино, р. Баттал-Елга, V — 440 тыс. м³, S — 0,18 км²
- (быв.) к-з «Правда», д. Буралы, р. Буралы, V — 855 тыс. м³, S — 0,24 км²
- (быв.) к-з им. Кирова, д. Карабашево, р. Кара-Зирек, V — 3300 тыс. м³, S — 1,0 км²
- (быв.) к-з «Игенче», д. Кушбахты, р. Лаяшты, V — 126 тыс. м³, S — 0,043 км²
- (быв.) к-з «Урожай», д. Старокуктово, р. Кичису, V — 1446 тыс. м³, S — 0,34 км²
- (быв.) к-з им. Куйбышева, д. В. Черекулево, р. Исян-Елга, V — 1000 тыс. м³, S — 0,35 км²

## Ишимбайский райони городИшимбай
- (быв.) к-з «Чишма», д. Кузяново, р. Шида, S — 0,20 км²
- (быв.) к-з «Восток», д. Верхотор, р. Тор, V — 00 тыс. м³, S — 0,70 км²
- (быв.) к-з «Кызыл-Байрак», д. Уразбаево, р. Баз-Елга, V — 2500 тыс. м³, S — 0,80 км²
- (быв.) к-з «Коммунизм», д. Ахмерово, р. Бекен, V — 140 тыс. м³, S — 0,07 км²
- (быв.) с-з «Нефтяник», г. Ишимбай, р. Терменьелга, V — 520 тыс. м³, S — 0,17 км²
- (быв.) к-з «III Интернационал», д. Ишеево, р. Селеук, V — 196 тыс. м³, S — 0,10 км²
- (быв.) к-з им. С. Юлаева, д. Аптиково, р. Селеук, V — 175 тыс. м³, S — 0,09 км²
- (быв.) к-з «Ударник», д. Кинзябулатово , руч., V — 200 тыс. м³, S — 0,11 км²

## Кармаскалинский район
- (быв.) к-з им. Салавата, с. Кармаскалы, р. Сух. Карламан, V — 940 тыс. м³, S — 0,24 км²
- (быв.) к-з им. К.Маркса, д. Бабичево, р. Сит-Табак, V — 280 тыс. м³, S — 0,07 км²
- (быв.) к-з им. К.Маркса, д. Н. Бабичево, р. Сит-Табак, V — 300 тыс. м³, S — 0,05 км²
- (быв.) к-з им. Куйбышева, руч., V — 360 тыс. м³, S — 0,06 км²
- (быв.) к-з «Правда», д. Сулукуак , руч., V — 200 тыс. м³, S — 0,04 км²
- (быв.) к-з им. Шаймуратова, д. Варшавка, руч. Чатра, V — 250 тыс. м³, S — 0,03 км²

## Кигинский район
- (быв.) с-з «Абдрезяковский», д. Аллагу зово, р. Ик, S — 0,05 км²
- д. Леуза, р. Леуза, V — 400 тыс. м³, S — 0,18 км²

## Кугарчинский район
- (быв.) к-з «Сеятель», с. Баш. Тюлебаево, р. Мряушля, V — 160 тыс. м³, S — 0,05 км²
- (быв.) к-з «Октябрь», р. Узя, S — 0,20 км²
- (быв.) к-з «Октябрь», д. Воскресенское, р. Узя, V — 00 тыс. м³, S — 0,30 км²
- (быв.) к-з «Исимовский», д. Ивановка, р. Чебокля, V — 380 тыс. м³, S — 0,15 км²
- (быв.) к-з «Искра», д. Богдашкино, р. Уваринка, V — 890 тыс. м³, S — 0,16 км²

## Кумертауский район
- (быв.) к-з им. Калинина, д. Бахмут, р. Бахмут, V — 141,3 S —0,07 км²
- (быв.) к-з им. Калинина, д. Янш-Аул, р. Куяныш, V — 450 тыс. м³, S — 0,19 км²
- (быв.) к-з «Путь к коммунизму», д. Кузнецовка, р. Ольховая, V — 725 тыс. м³, S — 0,24 км²
- (быв.) с-з «Таймасовский», с. Таймасово, р. Урай, V — 2300 тыс. м³, S — 0,53 км²
- (быв.) к-з «Кумертауский», д. Холмогоры, р. Куксыр, V — 675 тыс. м³, S — 0,20 км²
- (быв.) с-з «Куюргазинский», р. Бугарла, V — 1300 тыс. м³, S — 0,31 км²

## Кушнаренковский район
- (быв.) к-з им. Горького, д. Гумерово, р. Карамалы, V — 700 тыс. м³, S — 0,27 км²
- (быв.) к-з им. Горького, д. Иликово, р. Карамалы, V — 1182 тыс. м³, S — 0,18 км²
- (быв.) к-з им. Салавата, д. Мамяково, р. Мингезе, V — 987 тыс. м³, S — 0,32 км²
- (быв.) к-з «Алга», д. Акбашево, р. Терманкуль, V — 797 тыс. м³, S — 0,19 км²
- (быв.) к-з «Большевик», д. Курмашево, р. Сычёвка, V — 600 тыс. м³, S — 0,24 км²

## Мелеузовский район
- (быв.) к-з им. Трясина, д. Казановка, р. Каран, V — 1680 тыс. м³, S — 0,42 км²
- (быв.) к-з «Новый Путь», с. Романовка, р. Мекативля, V — 930 тыс. м³, S — 0,29 км²
- (быв.) с-з «Сухайлинский», р. Ташлаир, V — 2439 тыс. м³, S — 0,67 км²
- (быв.) к-з «Ленинское Знамя», с. Воскресенское (Мелеузовский район), р. Тор (река), V — 49 тыс. м³, S — 1,0 км²
- Нугушское водохранилище, S — 25,2 км²

## Мечетлинский район
- (быв.) к-з им. Ленина, д. Нижнее Бобино, р. Ик, S — 0,32 км²
- (быв.) к-з «Коммунист», д. Теляшево, р. Суя, S — 0,15 км²

## Мишкинский район
- (быв.) к-з «Шады», д. Шады, р. Шадинка, V — 640 тыс. м³, S — 0,25 км²

## Миякинский район
- (быв.) к-з им. Губайдуллина, д. Уршак- баш, руч. Карагайлы, V — 319 тыс. м³, S — 0,07 км²
- (быв.) к-з им. Губайдуллина, с. Карамалы, р. Карамалы, V — 667 тыс. м³, S — 0,15 км²
- (быв.) к-з «Дружба», с. К. Мияки, р. Мияки, V — 600 тыс. м³, S — 0,15 км²
- (быв.) с-з «Миякинский», д. Софиевка, р. М. Кызыл, V — 1060 тыс. м³, S — 0,26 км²
- (быв.) к-з «60 лет Октября», д. Качеганово, р. Качеганка, V — 960 тыс. м³, S — 0,24 км²

## Нуримановский район
- (быв.) к-з им. Кирова, с. Никольское, р. Карамалы, V — 235 тыс. м³, S — 0,07 км²
- Павловское водохранилище, р. Уфа, V=1410000 тыс. м3, S=115,6 км2.

## Салаватский район
- (быв.) к-з «Восток», д. Ишимбаево, р. Бердяш, V — 140 тыс. м³, S — 0,03 км²

## Стерлибашевский район
- (быв.) к-з «Маяк», д. Кундряк, р. Баки-баткан, V — 250 тыс. м³, S — 0,09 км²
- (быв.) к-з «Стерля», р. Батки-баткан, V — 270 тыс. м³, S — 0,12 км²
- (быв.) к-з «Урал», р. Уршак, V — 850 тыс. м³, S — 0,15 км²
- (быв.) к-з им. Кирова, р. Мугуз-Елга, V — 1800 тыс. м³, S — 0,50 км²
- (быв.) к-з им. Ленина, р. Куганак, V — 700 тыс. м³, S — 0,18 км²
- (быв.) к-з «Искра», руч.,S — 0 0,35 км²
- (быв.) к-з им. Матросова, р. Сары-Елга, V — 150 тыс. м³, S — 0,10 км²
- (быв.) к-з «Правда», р. Табулда, V — 2800 тыс. м³, S — 0,6 км²
- (быв.) к-з «К коммунизму», д. Макеевка, р. Талыча, V — 527 тыс. м³, S — 0,23 км²
- (быв.) к-з «Ключевые горы», д. Айдарали, р. Тятер, V — 970 тыс. м³, S — 0,18 км²
- (быв.) к-з «Арслан», д. Арсланово, р. Олы-Елга, V — 1000 тыс. м³, S — 0,15 км²
- (быв.) к-з им. Крупской, р. Бузат, V — 600 тыс. м³, S — 0,2 км²

## Стерлитамакский район
- (быв.) к-з им. Фрунзе, д. Тюрюшля, р. Тюрюшля, V — 130 тыс. м³, S — 0,06 км²
- (быв.) к-з «Искра», с. Буриказган, руч., V — 100 тыс. м³, S — 0 0,05 км²
- (быв.) к-з им. Ленина, с. Кармаскалы, р. Кармаскалы, V — 500 тыс. м³, S — 0,17 км²
- (быв.) к-з «Авангард», д. Чуртан, р. Чуртан, V — 200 тыс. м³, S — 0,08 км²
- (быв.) к-з «Авангард», д. Кызыл-Тан, р. Чултан, V — 1122 тыс. м³, S — 0,28 км²
- (быв.) к-з им. Салавата, д. В. Услы, р. Чуртан, V — 1108 тыс. м³, S — 0,4 км²
- (быв.) к-з «Родина», д. Рязановка, р. Хивой, V — 735 тыс. м³, S — 0,21 км²
- Стерлитамакский зерносовхоз, Центральная усадьба, руч., V — 150 тыс. м³, S — 0 0,03 км²

## Татышлинский район
- (быв.) к-з им. Ленина, д. Ново-Кайпаново , р. Будум, V — 1150 тыс. м³, S — 0,52 км²
- (быв.) к-з им. Ленина, д. Ново-Кайпаново , р. Будум, V — 166 тыс. м³, S — 0,08 км²

## Туймазинский район
- (быв.) к-з им. Ленина, с. Тат-Улканово, р. Салкынчишма, V — 135 тыс. м³, S — 0,10 км²
- (быв.) к-з «1 Мая», д. Тюменяк, р. Кысык-Буя, V — 223 тыс. м³, S — 0,08 км²
- (быв.) к-з им. Свердлова, д. Фрунзе, р. Кидаш, V — 180 тыс. м³, S — 0,09 км²
- (быв.) к-з им. XXII партсъезда, д. Сайраново, р. Нугуш, V — 162 тыс. м³, S — 0,04 км²
- (быв.) к-з им. Мичурина, д. Тукаево, р. Усень, V — 2600 тыс. м³, S — 1,3 км²
- (быв.) к-з им. Кирова, д. Башкураево, руч., S — объём 00 тыс. м³, S — 0,30 км²
- (быв.) к-з «Большевик», д. К. Тамак, р. Кендек, V — 140 тыс. м³, S — 0,05 км²
- (быв.) к-з «Маяк», д. Иманкупер, р. Иманкупер, V — 1693 тыс. м³, S — 0,21 км²
- (быв.) к-з «Октябрь», д. Ниж. Сардык, р. Иныш, 0,25 км²
- (быв.) к-з им. Мичурина, д. Балтачево, руч., S — 0 0,30 км²
- (быв.) к-з им. Свердлова, с. Н-Троицкое, р. Кидаш, V — 1000 тыс. м³, S — 0,30 км²

## Уфимский район
- Учхоз БСХИ, д. Спирановка, р. Горная, V — 700 тыс. м³, S — 0,15 км²
- Учхоз БСХИ, д. Миловка, руч., S — 0,05 км²
- (быв.) с-з им. 60-летия СССР, д. Вольно-Сухарево, р. Нурлинка, V — 0000 тыс. м³, S — 2,35 км²
- (быв.) с-з «Шемяк», д. Шемяк, р. Шемяк, V — 1120 тыс. м³, S — 0,35 км²
- (быв.) с-з «Шемяк», д. Кармасан, р. Кармасан, V — 1125 тыс. м³, S — 0,50 км²
- (быв.) с-з «Шемяк», д. Бейгуловка, р. Ворошкил, V — 1637 тыс. м³, S — 0,36 км²
- (быв.) с-з «Уфимский», д. Алексеевка, оз. Сосновое, S — 8100м²
- (быв.) с-з «Дмитриевский» п. Ясный, руч. Жилище, V — 295 тыс. м³, S — 0,13 км²
- (быв.) с-з «Дмитриевский» п. Подымалово, руч., S — 0 0,20 км²
- (быв.) с-з «Дмитриевский», д. Волково, р. Сикияз, V — 2100 тыс. м³, S — 0,40 км²
- (быв.) к-з «Заветы Ильича», р. Юрмаш, руч., V — 120 тыс. м³, S — 0 0,04 км²
- (быв.) с-з «Чапаевский», д. Кумлекуль, переливная плотина -

## Учалинский район
- (быв.) к-з «Башкирия», д. Рысаево, р. Барал, V — 1840 тыс. м³, S — 0,73 км²

## Фёдоровский район
- (быв.) к-з «Путь Ленина», д. В. Яушево, р. Беркутла, V — 1211 тыс. м³, S — 0,33 км²
- (быв.) к-з «Рассвет», д. Теняево, р. Изяк, S — 0,15 км²
- (быв.) к-з «Заря коммунизма», д. Грицаевка, р. Ашкадар, V — 900 тыс. м³, S — 0,38 км²
- (быв.) к-з им. Фрунзе, с. Новоселка, р. Качкина, V — 560 тыс. м³, S — 0,20 км²
- (быв.) к-з «Родина», с. Новоселка, р. Малахит, V — 470 тыс. м³, S — 0,18 км²
- (быв.) к-з им. К.Маркса, с. Балогклы, р. Балогклы, V — 1730 тыс. м³, S — 0,57 км²
- (быв.) к-з «Учкун», д. Каралачик, р. Чикляук, V — 487 тыс. м³, S — 0,15 км²
- (быв.) к-з «Пугачевский», д. Н. Подоловка, р. Итулга, V — 2740 тыс. м³, S — 0,68 км²

## Хайбуллинский район
- (быв.) с-з «Матраевский» село Первомайское, р. Кунакбай, V — 666 тыс. м³, S — 0,27 км²
- (быв.) к-з им. Ленина, с. Ивановка, р. Тиргамышка, V — 2016 тыс. м³, S — 0,54 км²
- (быв.) с-з «Таналыкский», с. Ново- Украинка, р. Кизеташ, V — 2175 тыс. м³, S — 0,88 км²

## Чекмагушевский район
- (быв.) к-з им. Кирова, д. Сыярышево, р. Тонык, V — 1250 тыс. м³, S — 0,6 км²
- (быв.) к-з «Авангард», р. Каракучук, V — 760 тыс. м³, S — 0,20 км²
- (быв.) к-з «Родина», с. Чекмагуш, р. Чекмагуш, V — 848 тыс. м³, S — 0,26 км²
- (быв.) к-з им. К.Маркса, с. Рапатовка, р. Рапатовка, V — 1174 тыс. м³, S — 0,21 км²
- (быв.) к-з им. Фрунзе, д. Баширово, р. Севады, V — 2260 тыс. м³, S — 0,62 км²
- (быв.) к-з «Победа», д. Кафазириково, р. Карналы, V — 1106 тыс. м³, S — 0,35 км²
- (быв.) к-з «Победа», д. Иманликулево, р. Куваш, V — 1925 тыс. м³, S — 0,57 км²
- (быв.) к-з «Победа», д. Кафазириково, р. Каргалы, V — 784 тыс. м³, S — 0,26 км²
- (быв.) к-з «Знамя», д. Тамьяново, р. Куваш, V — 2400 тыс. м³, S — 0,8 км²

## Чишминский район
- (быв.) к-з «Заветы Ильича», д. Н. Троиц., р. Барсуан-Баш, V — 68 тыс. м³, S — 0,05 км²
- (быв.) к-з «Родина», с. Араво, р. Салкын-Елга, V — 120 тыс. м³, S — 0,04 км²
- (быв.) к-з «Победа», д. Калмашево, р. Калмаш, V — 1258 тыс. м³, S — 0,31 км²
- (быв.) к-з «Рассвет», д. Новая, р. Узя, V — 80 тыс. м³, S — 0,30 км²
- (быв.) к-з «Большевик», д. Сайраново, р. Барсуан, V — 575 тыс. м³, S — 0,20 км²
- (быв.) к-з им. Чапаева, д. Чукраклы, р. Кузембет, V — 1256 тыс. м³, S — 0,26 км²
- (быв.) к-з им. Ленина, д. Сафарово, р. Карамалы, V — 688 тыс. м³, S — 0,19 км²
- (быв.) к-з «Октябрь», д. Дмитриевка, р. Потока, V — 620 тыс. м³, S — 0,21 км²
- (быв.) к-з «К коммунизму», д. Абраево, р. Кизяк, V — 1500 тыс. м³, S — 0,32 км²
- (быв.) к-з «Восток», д. Енгалышево, р. Енгалыш, V — 600 тыс. м³, S — 0,16 км²
- (быв.) к-з «Дружба», д. Илькашево, р. Калмашка, V — 530 тыс. м³, S — 0,14 км²
- Чишминское ОПХ, д. Н. Удряк, р. Удряк, S — 0,02 км²
- Чишминское ОПХ, д. Н. Удряк, р. Удряк, V — 420 тыс. м³, S — 0,12 км²
- Плодос-з п. Чишмы, р. Карамалы, V — 688 тыс. м³, S — 0,25 км²

## Шаранский район
- (быв.) с-з «Краснополянский», д. Князево, р. Тыльказа, V — 1150 тыс. м³, S — 0,24 км²
- (быв.) к-з «Ик», д. Н. Заитово, руч., S — 0 0,11 км²
- (быв.) с-з «Мичуринский», д. Шаранбаш, р. Шаранка, V — 1216 тыс. м³, S — 0,34 км²
- (быв.) к-з «Правда», д. Ерыклы, р. Ерыклы, V — 498 тыс. м³, S — 0,08 км²
- (быв.) к-з «Победа», д. Чукеево, р. Чукейка, V — 900 тыс. м³, S — 0,28 км²
- (быв.) к-з «Марс», д. Дюрмекево, р. Челмалы, V — 400 тыс. м³, S — 0,11 км²

## Янаульский район
- Водохранилище Кармановской ГРЭС, р. Буй V — 134000 тыс. м³, S — 35,5 км²